# Leucochlaena turatii
Leucochlaena turatii är en fjärilsart som beskrevs av Karl Schawerda 1931. Leucochlaena turatii ingår i släktet Leucochlaena och familjen nattflyn. Inga underarter finns listade i Catalogue of Life.